# Campeonato da Oceania Juvenil de Atletismo de 2010
O Campeonato da Oceania Juvenil de Atletismo de 2010 foi a 10ª edição da competição organizada pela Associação de Atletismo da Oceania para atletas com menos de 18 anos, classificados como juvenil. O campeonato foi realizado entre os dias 11 a 14 de março de 2010 em conjunto com Campeonato da Austrália de Atletismo Júnior (Sub-14 a sub-20). Teve como sede o Centro Olímpico de Sydney, na cidade de Sydney, na Austrália, sendo disputadas 42 provas (21 masculino, 21 feminino). Contou com 18 países, sendo 17 nacionalidades + 8 estados e territórios da Austrália.

## Medalhistas
Os resultados completos podem ser encontrados nos sites da Associação de Atletismo da Oceania  e na história mundial do atletismo júnior. 

### Masculino
| Evento                      | Ouro                                                                         | Ouro     | Prata                                                                  | Prata    | Bronze                                                                           | Bronze   |
| --------------------------- | ---------------------------------------------------------------------------- | -------- | ---------------------------------------------------------------------- | -------- | -------------------------------------------------------------------------------- | -------- |
| 100 metros                  | Nicholas Hough Nova Gales do Sul                                             | 10.83    | Derek Mai Austrália Meridional                                         | 11.09    | Yarride Rosario · Nova Zelândia                                                  | 11.10    |
| 200 metros                  | Nicholas Hough Nova Gales do Sul                                             | 21.79    | Ben Jaworski Nova Gales do Sul                                         | 21.91    | Michael Brusnahan Austrália Meridional                                           | 22.13    |
| 400 metros                  | Luke Greco Vitória                                                           | 49.13    | Ian Halpin Nova Gales do Sul                                           | 49.33    | Hayden Yates Austrália Ocidental                                                 | 49.34    |
| 800 metros                  | Brad Mathas · Nova Zelândia                                                  | 1:52.19  | Joel Hogarth Vitória                                                   | 1:52.97  | Ozner Abdullah Nova Gales do Sul                                                 | 1:53.29  |
| 1 000 metros                | Rick Whitehead Vitória                                                       | 2:30.39  | Tim Richards Austrália Ocidental                                       | 2:31.48  | Rorey Hunter Queensland                                                          | 2:31.79  |
| 1 500 metros                | Shaun Geraghty Vitória                                                       | 3:55.93  | Jack Curran Queensland                                                 | 3:56.60  | Jesse Beadman Nova Gales do Sul                                                  | 3:56.80  |
| 3 000 metros                | Mohamed Ali · Nova Zelândia                                                  | 8:40.23  | Milaan Lottering Vitória                                               | 8:42.87  | Jesse Ramirez Vitória                                                            | 8:43.66  |
| 5 km marcha atlética        | Blake Steele Austrália Meridional                                            | 21:49.66 | Brad Simpson Vitória                                                   | 24:00.19 | Matthew Holcroft · Nova Zelândia                                                 | 24:21.24 |
| 110 metros barreiras        | Nicholas Hough Nova Gales do Sul                                             | 13.87    | Joshua Hawkins · Nova Zelândia                                         | 14.20    | {James Woodgate Queensland                                                       | 14.41    |
| 400 metros barreiras        | Raheen Williams Austrália Ocidental                                          | 52.74    | Jack Harvey Austrália Meridional                                       | 53.31    | Campbell Wu · Nova Zelândia                                                      | 53.39    |
| 2.000 metros com obstáculos | Grant Gwynne Queensland                                                      | 6:09.19  | Andrew Selosse Nova Gales do Sul                                       | 6:11.34  | Seamus Murphy Vitória                                                            | 6:12.59  |
| 4×100 metros estafetas      | Nova Gales do Sul Michael Rumiz Nicholas Hough Jarrod Geddes Ben Jaworski    | 41.36    | Queensland Ashley Sommerfield Hugh Donovan James Woodgate Lucas Hughes | 42.24    | Austrália Meridional Brett Richards Jack Harvey Edward McLeish Michael Brusnahan | 42.51    |
| 4×400 metros estafetas      | Nova Gales do Sul Christian Lozada Jackson Lowe Jarrod Geddes Steven Solomon | 3:20.10  | Vitória Jack Harvey James Smith Sean Hendricks Luke Greco              | 3:20.66  | Nova Zelândia · Phil Simms · Brad Mathas · Mohamed Ali · Campbell Wu             | 3:21.51  |
| Salto em altura             | Brandon Starc Nova Gales do Sul                                              | 2.06     | Bradley Hebbard Queensland                                             | 1.99     | Miles Cole-Clark Nova Gales do Sul                                               | 1.99     |
| Salto com vara              | Brodie Cross Vitória                                                         | 4.65     | Keith Wrzuszczak Vitória                                               | 4.15     | Lewis Seccombe Vitória                                                           | 3.70     |
| Salto em comprimento        | Kurt Jenner Nova Gales do Sul                                                | 7.18     | Tom Soliman Nova Gales do Sul                                          | 7.07     | Jesse Bryant · Nova Zelândia                                                     | 6.91     |
| Salto triplo                | Frank Brisevac Vitória                                                       | 14.22    | Reginald Monagi · Papua-Nova Guiné                                     | 14.06    | Alex Ypinazar Queensland                                                         | 13.91    |
| Arremesso de peso           | Jacko Gill · Nova Zelândia                                                   | 20.62    | Damien Birkenhead Vitória                                              | 20.17    | Connor Sherlock Nova Gales do Sul                                                | 17.69    |
| Lançamento de disco         | Jacko Gill · Nova Zelândia                                                   | 56.64    | Aiden Anderson Nova Gales do Sul                                       | 51.99    | Damien Birkenhead Vitória                                                        | 51.97    |
| Lançamento do martelo       | Damien Birkenhead Vitória                                                    | 67.88    | Robert Johnston Queensland                                             | 60.88    | David Rakoci Queensland                                                          | 55.80    |
| Lançamento do dardo         | Elliott Lang Nova Gales do Sul                                               | 67.47    | Dylan Risk Território do Norte                                         | 67.33    | Luke Cann Vitória                                                                | 66.98    |

### Feminino
| Evento                      | Ouro                                                                              | Ouro     | Prata                                                              | Prata    | Bronze                                                                | Bronze   |
| --------------------------- | --------------------------------------------------------------------------------- | -------- | ------------------------------------------------------------------ | -------- | --------------------------------------------------------------------- | -------- |
| 100 metros                  | Ashleigh Whittaker Vitória                                                        | 12.04    | Ellia Green Vitória                                                | 12.12    | Michelle Jenneke Vitória                                              | 12.15    |
| 200 metros                  | Monica Brennan Vitória                                                            | 24.75    | Hazel Bowering Scott · Nova Zelândia                               | 25.05    | Rebecca Watts Nova Gales do Sul                                       | 25.16    |
| 400 metros                  | Louise Maybury Queensland                                                         | 55.69    | Phoebe Davies Nova Gales do Sul                                    | 55.74    | Madison Gipson · Nova Zelândia                                        | 56.61    |
| 800 metros                  | Eliza Barton Nova Gales do Sul                                                    | 2:11.02  | Jess Rowe Austrália Meridional                                     | 2:11.07  | Odelle Wolfenden Queensland                                           | 2:11.69  |
| 1 000 metros                | Jenny Blundell Nova Gales do Sul                                                  | 2:45.68  | Rebekah Greene · Nova Zelândia                                     | 2:45.99  | Sophie Greig Território da Capital Australiana                        | 2:53.38  |
| 1 500 metros                | Eleanor Wardlewort Austrália Meridional                                           | 4:38.26  | Sophie Perry Vitória                                               | 4:39.23  | Hannah Menday Nova Gales do Sul                                       | 4:39.33  |
| 3 000 metros                | Rebekah Greene · Nova Zelândia                                                    | 9:53.14  | Anna-Lisa Uttley · Nova Zelândia                                   | 9:55.30  | Melanie Townsend Vitória                                              | 10:05.17 |
| 5 km marcha atlética        | Kristie Goznik Austrália Meridional                                               | 25:26.73 | Jmara Hockley Samon Vitória                                        | 25:52.92 | Alana Hewish Queensland                                               | 25:55.69 |
| 100 metros barreiras        | Michelle Jenneke Nova Gales do Sul                                                | 14.12    | Natalie Ferris Nova Gales do Sul                                   | 14.43    | Lisa Celi Nova Gales do Sul                                           | 14.44    |
| 400 metros barreiras        | Lisa Celi Nova Gales do Sul                                                       | 61.23    | Tatum Shaw Queensland                                              | 62.04    | Ellie Macdonald Vitória                                               | 62.47    |
| 2.000 metros com obstáculos | Eleanor Wardlewort Austrália Meridional                                           | 6:53.83  | Jenna Hansen · Nova Zelândia                                       | 7:23.89  | Isis Flynn-Pittar Queensland                                          | 7:30.27  |
| 4×100 metros estafetas      | Nova Gales do Sul Michelle Jenneke Ella Nelson Rebecca Watts Karlie Morton        | 45.75    | Vitória Ellia Green Monica Brennan Angela Byrne Ashleigh Whittaker | 45.83    | Queensland Tatum Shaw Carla Williams Monique Hastie Demii Maher-Smith | 47.27    |
| 4×400 metros estafetas      | Nova Gales do Sul Karlie Chambers Tahlia Hunter Jacarna Bain-Fenton Phoebe Davies | 3:47.36  | Queensland Eliza Bowers Ashleigh Harris Eve Lineham Louise Maybury | 3:47.43  | Vitória Renee Doggett Erin Rayner Kate Ryan Alexandra Bulic           | 3:53.98  |
| Salto em altura             | Amy Pejkovic Nova Gales do Sul                                                    | 1.86     | Kaitlin Morgan Tasmânia                                            | 1.78     | Demii Maher-Smith Queensland                                          | 1.78     |
| Salto com vara              | Liz Parnov Austrália Ocidental                                                    | 3.95     | Rebecca Marchant Vitória                                           | 3.85     | Paris McCathrion Vitória                                              | 3.70     |
| Salto em comprimento        | Demii Maher-Smith Queensland                                                      | 5.90     | Portia Bing · Nova Zelândia                                        | 5.81     | Courtney Cross Nova Gales do Sul                                      | 5.76     |
| Salto triplo                | Demii Maher-Smith Queensland                                                      | 12.61    | Brooke Stratton Vitória                                            | 12.60    | Kaitlin Morgan Tasmânia                                               | 12.23    |
| Arremesso de peso           | Rai Prabhjot Vitória                                                              | 13.58    | Siositina Hakeai · Nova Zelândia                                   | 13.43    | Chelsea Sutherton-Valeni Nova Gales do Sul                            | 12.78    |
| Lançamento de disco         | Merewarahi Vaka · Nova Zelândia                                                   | 49.18    | Leesa Lealaisalanoa · Nova Zelândia                                | 47.80    | Siositina Hakeai · Nova Zelândia                                      | 47.61    |
| Lançamento do martelo       | Julia Ratcliffe · Nova Zelândia                                                   | 53.31    | Danielle McConnell Tasmânia                                        | 49.69    | Mikayla Genge Tasmânia                                                | 46.87    |
| Lançamento do dardo         | Chelsea Dyer Vitória                                                              | 41.39    | Sophie Lichoudaris Vitória                                         | 39.21    | Patricia Taea · Ilhas Cook                                            | 38.07    |

## Quadro de medalhas
| Ordem | País                              | Medalha de ouro | Medalha de prata | Medalha de bronze | Total |
| ----- | --------------------------------- | --------------- | ---------------- | ----------------- | ----- |
| 1     | Nova Gales do Sul                 | 15              | 7                | 9                 | 31    |
| 2     | Vitória                           | 10              | 13               | 10                | 33    |
| 3     | Nova Zelândia                     | 7               | 8                | 7                 | 22    |
| 4     | Queensland                        | 4               | 6                | 9                 | 19    |
| 5     | Austrália Meridional              | 4               | 3                | 2                 | 9     |
| 6     | Austrália Ocidental               | 2               | 1                | 1                 | 4     |
| 7     | Tasmânia                          | 0               | 2                | 2                 | 4     |
| 8     | Território do Norte               | 0               | 1                | 0                 | 1     |
| 8     | Papua-Nova Guiné                  | 0               | 1                | 0                 | 1     |
| 10    | Território da Capital Australiana | 0               | 0                | 1                 | 1     |
| 10    | Ilhas Cook                        | 0               | 0                | 1                 | 1     |
| Total | Total                             | 42              | 42               | 42                | 126   |

## Participantes (não oficial)
Uma contagem não oficial gera o número de cerca de 383 atletas de 18 nacionalidades. 309 atletas eram dos 8 estados e territórios australianos:
| - Território da Capital Australiana - Nova Gales do Sul - Território do Norte | - Queensland - Austrália Meridional - Tasmânia | - Vitória - Austrália Ocidental |

74 atletas de 17 outras nacionalidades membros e associados da AAO:
| - Samoa Americana (2) - Ilhas Cook (2) - Fiji (7) - Polinésia Francesa (5) - Guam (4) - Kiribati (2) | - Ilhas Marshall (1) - Estados Federados da Micronésia (1) - Nauru (2) - Nova Caledônia (6) - Nova Zelândia (29) - Marianas Setentrionais (3) | - Palau (2) - Papua-Nova Guiné (3) - Samoa (3) - Tonga (1) - Tuvalu (1) |